# Гранд-Кули
Гранд-Ку́ли — гидроэлектростанция, расположенная в США на реке Колумбия. Является самой мощной в стране и 9-й по мощности в мире ГЭС (18-я по производству электроэнергии), а также крупнейшим производителем электричества в США.

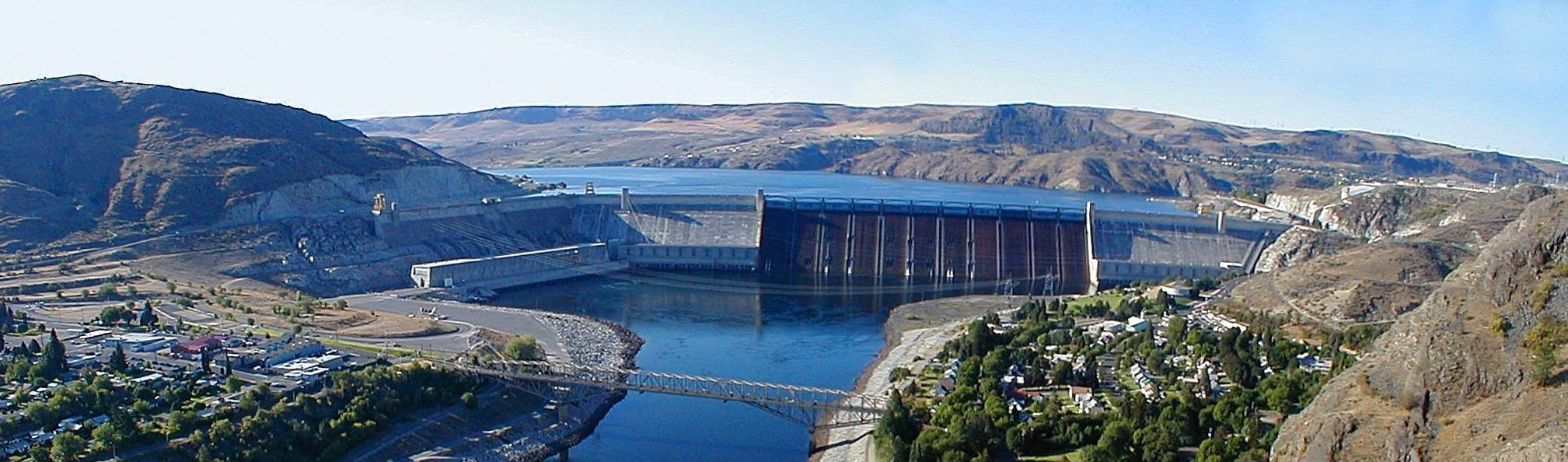
Панорама ГЭС Гранд-Кули

Строительство ГЭС было начато в июне 1942 года, а в 1950 году было закончено возведение основных конструкций станции, с доведением максимальной мощности до 2280 МВТ и среднегодовой выработки электроэнергии до 8,8 млрд кВт·ч в год. Окончательно строительство ГЭС было завершено в 1985 году, с доведением мощности и выработки до современных величин, 6809 МВт и 20 млрд кВт·ч в год соответственно. Водохранилище площадью 324 км² и объёмом 11,9 км³, было сооружено в целях производства электроэнергии и орошения пустынных районов на северо-западном побережье. Водами водохранилища орошается около 2000 км² сельскохозяйственных площадей.
Бетонная гравитационная плотина ГЭС, в тело которой было уложено 9,16 млн м³ бетона, имеет длину 1592 м и высоту 168 м. Ширина водосливной части плотины — 503 м. В четырёх машинных залах ГЭС установлено в совокупности 33 турбины общей мощностью 6809 МВт, которые ежегодно вырабатывают 20,24 ТВт·ч электроэнергии.